# Dauis
Dauis is een gemeente in de Filipijnse provincie Bohol op het eiland Panglao. Bij de census van 2015 telde de gemeente bijna 46 duizend inwoners.

## Geografie

### Bestuurlijke indeling
Dauis is onderverdeeld in de volgende 12 barangays:
| - Biking - Bingag - San Isidro - Catarman - Dao - Mayacabac | - Poblacion - Songculan - Tabalong - Tinago - Totolan - Mariveles |

## Demografie
Dauis had bij de census van 2015 een inwoneraantal van 45.663 mensen. Dit waren 6.215 mensen (15,8%) meer dan bij de vorige census van 2010. Ten opzichte van de census van 2000 was het aantal inwoners gegroeid met 19.248 mensen (72,9%). De gemiddelde jaarlijkse groei in die periode kwam daarmee uit op 3,65%, hetgeen hoger was dan het landelijk jaarlijks gemiddelde over deze periode (1,84%).

De bevolkingsdichtheid van Dauis was ten tijde van de laatste census, met 45.663 inwoners op 43,33 km², 1053,8 mensen per km².

## Bezienswaardigheden
- Naast de kerk van Dauis staat de uitkijktoren, die stamt uit 1774 en gebouwd werd door de Augustijnen. De uitkijktoren heeft uitzicht over de smalle zeestraat tussen Bohol en Panglao. De toren is hexagonaal en bestaat uit drie verdiepingen. In mei 2006 is deze toren samen met diverse andere koloniale bouwwerken uit de Spaanse tijd voorgedragen als UNESCO werelderfgoed. Tijdens een aardbeving in 2013 is de voorgevel van de kerk helemaal ingestort.